# صورت‌گرایی (فلسفه)
فرمالیسم (انگلیسی: Formalism) اصلی که به فرم، صورت و قالب‌های اندیشه و استدلال بیشتر از محتوا یا معنا اهمیت می‌دهد. صورت‌گرائی در هنر، ادبیات، ریاضی یا فلسفه وجود دارد. به دنباله‌رو این اصل فرمالیست یا صورت‌گرا میگویند.

## صورت‌گرائی‏
صورت‌گرائی‏ (Formalism) یک نظریه فلسفی است مبتنی بر این اعتقاد که حقیقت علوم صور مجردی است مبتنی بر تعریفات و قراردادهای مسلم.
هر مذهبی که منکر ارزش عنصر مادی و اثر آن در معرفت باشد، مذهب صوری است و هر تعبیر رمزی مجرد از موضوعات فکر، تعبیر صوری است، چنان‌که در علوم ریاضی، گوئی صورت‌گرائی محض تحقق یافته‌است.
از این قبیل است نظریه هنر برای هنر یا طلب بالذات زیبائی در فلسفه زیبائی‌شناسی و قول به استقلال قانون اخلاقی از تمام آنچه مطلوب نفس است در فلسفه اخلاق، به طوری که ارزش فعل تابع صورت آن (یعنی نیت فاعل) باشد نه ماده آن.